# Gladiusz Kwaczyński
Profesor Gladiusz Kwaczyński (Albert Einkwak, Ludwik Von Drake, Ludwik Van Drake, Gladiusz Guru, Mędrek, oryg. Ludwig Von Drake) – jedna z postaci ze świata Kaczora Donalda. Występuje w komiksach Disneya, jest też regularnym bohaterem w serialach „Kacza paczka”, „Produkcje Myszki Miki”, „Café Myszka”, „Klub przyjaciół Myszki Miki” oraz „Myszka Miki”, zaliczył także jeden w oryginalnych Kaczych opowieściach i kilka w reboocie.

## Charakterystyka
Jest dobrym przyjacielem Donalda oraz jego rodziny. Często pomaga Sknerusowi McKwaczowi w poszukiwaniu skarbów. Zawsze ubrany w płaszcz (najczęściej zielony) i kapelusz (zwykle czerwony), nosi okulary. Don Rosa widzi w nim męża siostry Sknerusa, Matyldy.

## Praca
Gladiusz Kwaczyński jest wykładowcą, na kaczogrodzkim Uniwersytecie „Alfa Mater”. Pracuje praktycznie we wszystkich dziedzinach.

### Dyplomy
Profesor Kwaczyński zdobył łącznie 999 dyplomów, plus tysięczny za największą ich liczbę, z czego każdy na innej uczelni.

## Kacze opowieści
W oryginale z 1987 roku Gladiusz pojawia się tylko w jednym odcinku pod tytułem "Złote runo"  (oryg. The Golden Fleecing) jako psychiatra leczący Śmigacza.
W reboocie Gladiusz występuje pod oryginalnym imieniem Ludwig Von Drake jako szef tajnej organizacji C.H.I.C.H.O.S.Z.A. (oryg. S.H.U.S.H.) oraz stary znajomy Sknerusa. Pojawia się po raz pierwszy w odcinku "Z tajnych akt Agentki 22!" (From the Confidential Casefiles of Agent 22!) w retrospekcji dziejącej się w latach sześćdziesiątych. W serialu ma syna Corvusa i córki Anya i Klarę którzy zarządzają między innymi magazynem z nasionami różnych roślin (inspirowanym Globalnym Bankiem Nasion) w razie światowego kataklizmu.